# Kung Ises hög
Kung Ises hög är en så kallad kungshög, cirka 35 meter i diameter och 5 meter hög. Högen är belägen i byn Köpinge i Laholms kommun i Halland. Graven är känd sedan Rannsakningar efter antikviteter på 1600-talet. Högen omnämns redan 1668 och kallas då Jis höje. Det finns uppgifter om delar av ett svärd (en svärdsknapp) som har hittats på platsen, och intill står en rest sten från järnåldern. Svärdsknappen härrör troligen inte från högen. En sägen berättar att Köpingebönderna försökte gräva sig in i högen för att göra en linbasta, men stoppades av en synvilla att deras gårdar stod i brand. En sägen om den resta stenen är att den vänder sig vid doften av nybakat bröd.

## Beskrivning i fornsök
1. Högen är rund med 35 meters diameter och 4.7 meters höjd. Toppytan på högen är något konkav med 9 meters diameter och 0.1-0.3 meters höjdskillnader. I toppens södra del fanns en grop, 3 meter diameter och 0.1-0.5 meter djup. 2 meter nordväst om denna är en mindre grop cirka 1 meter diameter och 0.2 meter djup. I gropens nordnordvästra del är en ränna cirka 5x2 meter i riktningen nordnordväst mot sydsydöstoch 0.2-0.4 meter djup. I högens sydöstra slänt är en bit av högen bortschaktad, 5x3 meter och cirka 0.5 m djupt. Ytskador förekommer även i sydöst och sydväst intill ett djup av 0.3 meter. Flera grävlings- och kaninhål finns runt om slänten. Högen är kantskadad av åkerbruk. Några stenar 0.3-0.5 meter stora är uppslängda på högens kant särskilt i sydväst. Högen var beväxt med hallonbuskar och några lövbuskar samt vitsippor och ett par påskliljor. 37 meter öster om 1 är:
2. Rest sten, 2.6 meter hög, 1.3 meter bred (SÖ-NV) och 0.4-0.9 meter bred. Stenen har en avsmalnande topp och den flataste sidan vänd mot sydväst. Beskrivning 17 maj 1985.

## Omgivningarna runt högen
Högen är rest över en för oss okänd person. Kung Ises hög är Laholms största hög och ligger på Köpingelandet norr om Lagan. Högen tronar pampigt i ensam majestät ute i åkermarken. Högens läge och dimensioner  har gjort att den blivit ett landmärke. Den 2,6 meter höga resta stenen öster om högen berättar att gravhögen dragit till sig fler begravningar i detta fall under järnåldern. Fenomenet med sekundära begravningar under järnåldern vid gravhögar från bronsåldern är vanliga. Laholms näst största gravhög Snickers hög 27 meter i diameter och 3,8 meter hög, som ligger cirka tre kilometer uppströms på Lagans södra sida har ett förromerska brandgravfält som hittades 2003 omedelbart vid Snickers hög. Hallands museum har företagit sökningar med metalldetektorer i Isehögens närområde. Det har lett till att aktiviteter under yngre järnålder och tidig medeltid har avslöjats. Fynd av sönderklippta arabiska mynt indikerar handelsaktiviteter på platsen. Kung Ises hög var ett landmärke där många stämde träff ochplatsen var lätt att hitta. Dessa aktiviteter hkan vara  början till Köpinge medeltida bys framväxt. 1800-talets skifteskartor visar högen mitt i byns inägor. 

## Sägner om högen
Kring en så dominerande fornlämning skapas det oftast berättelser och myter. Ett par liknande sägner anspelar till högens stora dimensioner. Båda sägnerna handlar om bönder som kör vilse, den ena på natten, den andra i tät dimma. Båda tror sig köra och följa en förmodad höjdvägg i timme efter timme tills de slutligen inser att de bara kört varv efter varv runt Kung Ises hög! En annan vandringssägen berättar att några bönder försökte att gräva i Kung Ises hög, men deras grävande fick ett brått slut då de såg hemmot att deras gårdar stod i brand. Denna historia har berättats om många grävningar i högar. Den resta stenen vänder sig ett varv vid doften av nybakt bröd.  Det är ocksdå en vandringssägen som finns belagd på många platser om resta stenar. Ingen sägen eller tradition är kopplat till gravhögens namn, Kung Ise anknytning till högen förblir  höljt i dunkel.

## Rannsakningar efter Antikviteter 1668
Rannsakningarna gick ut till samtliga präster i Sverige. Johan Hadorph  först antikvarie sedan riksantikvarie stod för organisationen för  inventeringen av landets alla fornlämningar. Carlie har i en artikel om rannsakningarna i Halland visat att Hallands prästerskap var helt ointresserade av uppgiften. (Carlie, Lennart 1998) Utskicket besvarades bara av tjugo av socknarna och de som svarar ger ett fåtal uppgifter. Pastorn Hans Vitsøn (Laholms pastor 1660–1672) är ett undantag. Han delger efter uppgifter av sockenmän antikviteter i socknen: Drottningvadet nedströms Lagaholm och återger sägnen om att drottning Margareta ska ha använt vadställe där. På Ristæ Marck fanns tre gravhögar som kallades Ristæ Höje. Lilla Tjärby vång hade en hög benåmnd Lynghöje och så nämns Kung Ises hög. Hans Vitsøn skriver:
Vtj Köbinge Vang j Höje kaldis JisHöje, vtj hvilken shal verre begroffvidt en Kempe ved nafn Jjse.[........] Videre viste SogneMänderne iche at referere, nogen Antiqvitet af nogen Sort. Mel ellers erre baade her oc der j Sognen mange Smaa Höje med smaa söer som män ej vud nafn paa.
Dagens kunskaprer om forntida lämningar är mycket större. I maj 2021 fanns 58 fornlämningar i registret för Laholms stad och 216 registrerade i Laholms landsförsamling. 1668 hade man nästan inga  kunskaper om fornlämningar och ämnet var också ointressant. Ises gravhög på Köpinges ägor är ett undantag och graven har fått både ett namn och en tradition.

Kyrkoherde Victor Ewald, Riksantikvariens ombud i södra Halland, beskriver i sin inventering Fasta fornminnen i Höks härad Ises hög enligt följande:
Gravhög i Köpinge 4:3, ägare Johan Johansson. Ligger 100 m. norr om kraftledningen och cirka 700 m. söder om Köpinge by. Är Sydhallands högsta gravhög och kallas Isehögen eller Kung Ises hög. Diametern 33 m. Höjd 5,06 m. Bevuxen med hög gran och björk. Överst bildar högen en platå av 9,5x10 m. Ättehögen synes vara väl bevarad. Det kan emellertid ifrågasättas, om den plana ytan överst å högen icke är ett minne från någon gammal ”undersökning” av högens topp, som då blivit utjämnad.

## Lösfynd av svärdsknapp i kung Ises grav?
Oscar Montelius lämnar  i Hallands Fornminnesförenings årsskrift för år 1872 uppgifter om lösfynd från Laholms båda församlingar. Han skriver på sidan 140–141 följande:
Å Tjärby ägor fann man år 1851 i en hög som kallas Ishög: Översta delen eller knappen till ett svärdsfäste av brons = W. 129 med dubbelspiralornamenter på den övre ytan (som dock ej är rombisk utan brett spetsoval). Mellanrummen mellan spiralerna äro fyllda med en mörkbrun massa, troligen harpix. Inuti knappen finnes spår av en gulaktig lerkärna, över vilken den är gjuten. Övre ytans längd c:a 60 mm. Bredd 50. Knappens höjd 26.
Montelius anger att fyndet förvaras i Uppsala universitets Museum. Troligen menar Montelius Isehögen i Köpinge, som han dock förväxlar med  närbelägna församlingen Lilla Tjärby.
Svärdsknappen avbildas (nr 1652) i Andreas Oldebergs Die Ältere Metallzeit in Schweden I. Oldeberg uppger att knappen har hittats i Ishögen i Tjärby socken (fel socken). Varken Oldeberg eller Montelius daterar knappen till period. Montelius kommentar ”…dock ej rombisk, utan brett spetsoval" tillsammans med vad han anger om föremålstypen (Minnen av vår Forntid 1917” :sidan 38 och 44) ger slutsatsen att den skulle vara från period II (1500– 1300 f.Kr.). Fyndet av svärdsknappen från period II av bronsåldern skulle alltså komma från en skattgrävning i högen 1851. Knappens tidiga datering till period II utesluter att den har hittats i en sekundärgrav utan den borde ha hittats i en primärgrav. I så fall borde grävningen 1851 ha varit mycket omfattande för att ta sig till centrum av graven. Gravens storlek med fem meters höjd och 30 meter diameter utesluter att en skattsökande dräng ensam skulle orkat med en sådan insats på kort tid. Det troliga är att fyndet kommer från en annan plats kanske från en hög i Tjärby. Under bronsåldern ökar befolkning i Veinge och Tjärby socknar som blir södra Hallands mest betydande område. En koncentration av högar finns vid det nuvarande stationssamhället och i riktning ned mot Lilla Tjärby och ännu fler högar vid Tjärby kyrka. Äldre handlingar främst i lantmäteriets arkiv visar att minst 20 gravhögar har blivit bortodlade under 200 år. Främst i samband med laga skifte.  Förstöringen av högar har inte varit orsakad av skattletning utan högens fyllnadsmaterial har använts som jordförbättringsmedel. Högarnas  grästorvor har återförts till de sandiga och magra jordarna varifrån de en gång togs. Sammantaget gör dessa fakta att det är mycket troligare att svärdsknappen kommer från detta område.

## Ises hög är inte undersökt
En bild I Hallands Konstmuseums fotoarkiv föreställer fyra välklädda herrar sittande på toppen av en gravhög. Bildtexten Laholms Landsförsamling. Laholm, Herrarna fr v dr Kjellmark, Växjö, fil. dr. J E F af Klercker, antikvarie T J Arne och kyrkoherde V Evald, Östra Karup. Vid undersökning av en Kung Ises grav sommaren 1924. (Fotonummer T007139). Fotot och informationen har lett till uppfattningen att T. J. Arne undersökte Kung Ises hög1924. Denna uppgift har sedan förekommit i flera sammanhang. En artikel  i Hallandsposten 19/8 1924 har gett stöd åt antagandet. Uppgiften att Kung Ises hög undersöktes 1924 av T. J. Arne är felaktig och högen har aldrig varit föremål för vetenskaplig undersökning. Grunden till denna felaktiga uppgift om undersökningen 1924 orsakades av brister i Hallandspostens bildhantering då en bildtext talar om en undersökning av Kung Ises hög. Denna felaktighet har också kommit in i museets bildarkiv genom slarv och bristande uppmärksamhet.